# WWAN
WWAN (англ. Wireless Wide Area Network) — безпровідна глобальна обчислювальна мережа, різновид безпровідних комп'ютерних мереж.

## Організація мережі
Глобальні безпровідні мережі WWAN відрізняються від локальних безпровідних мереж WLAN тим, що для передачі даних в них використовуються безпровідні технології стільникового зв'язку, такі як UMTS, GPRS, GSM, CDPD, HSDPA, 3G або WiMAX (хоча останню правильніше відносити до WMAN — безпровідним мережам масштабу міста). Відповідні послуги зв'язку пропонуються, як правило, на платній основі операторами регіонального, національного або навіть глобального масштабу. 
Технології WWAN дають можливість користувачеві, наприклад, з ноутбуком і wwan-адаптером діставати доступ до Усесвітньої павутини, користуватися електронною поштою і підключатися до віртуальних приватних мереж з будь-якої точки в межах зони дії оператора безпровідного зв'язку. Багато сучасних портативних комп'ютерів мають вбудовані адаптери WWAN (наприклад, HSDPA). З точки зору видів комутації в мережах передачі даних мережі WWAN можуть бути побудовані на основі наступних принципів:
- комутації пакетів (GPRS);
- комутації каналів (CSD, HSCSD).

## Патентні права
Власником патентів на технологію WWAN є компанія InterDigital, Inc. (США).

## Безпека
Оскільки безпровідні мережі не можуть забезпечити фізично безпечного каналу передачі даних, в мережах WWAN для забезпечення безпеки, як правило, використовуються різні засоби шифрування і аутентифікації. Дані заходи безпеки не слідує, проте, переоцінювати, оскільки вже відомі випадки успішного злому деяких видів ключів шифрування в безпровідних мережах, а можливість злому ключів GSM обґрунтована теоретично. Втім, випадків злому ключів UMTS(3g) доки не відомо.

## Приклади
У Україні прикладами операторів мереж WWAN можуть служити Київстар, Lifecell, Vodafone.